# Чуффаньи, Бернардо
Бернардо Чуффаньи (итал. Bernardo Ciuffagni; 1381, Флоренция — 18 июня 1458, Флоренция) — итальянский скульптор периода кватроченто эпохи Возрождения флорентийской школы.

## Биография
Бернардо (в некоторых документах: Леонардо) был сыном Пьетро ди Бартоломео. «Мастер посредственного дарования, вскоре был забыт историографией искусства» (Джорджо Вазари в издании «Жизнеописаний» 1568 года оказывается мало информированным о деятельности скульптора).
Наряду с молодыми Донателло и Лукой делла Роббиа он начинал в 1407 году одним из помощников скульптора Лоренцо Гиберти. Позднее он посвятил себя работам по украшению флорентийского собора Санта-Мария-дель-Фьоре; создал множество статуй для украшения фасада. Ныне они экспонируются в Museo dell’Opera del Duomo — Музее произведений искусства собора во Флоренции. Среди них выделяется статуя святого Матфея (1410—1415), одна из фигур четырёх евангелистов, заказанных, помимо Чуффаньи, Донателло, Никколо ди Пьеро Ламберти и Нанни ди Банко, для украшения фасада собора, а также скульптуры ветхозаветных пророков и царей, также для собора: Исайи (1427) и Давида (1433). В 1417 году он начал статую Иисуса Навина для колокольни собора, которую затем закончил Нанни ди Бартоло.
В индивидуальном стиле Чуффаньи соединились элементы готического искусства и натуралистические тенденции, свойственные периоду итальянского кватроченто.